# 中國貨運航空
中國貨運航空創立於1998年7月30日，於10月開始營運，總部設於上海，中國東方航空佔有其83%股權。2010年12月中国东方航空宣布，與中國遠洋運輸集團、長榮航空、新加坡貨運航空，向中國貨運航空增資20.5億元人民幣，其中，東航出資10.46億元，中遠集團出資3.49億元，長榮航空出資3.28億元，新加坡貨航出資3.28億元。增資完成後，中貨航的持股比例分別為東航持股51%、中遠集團持股17%、長榮航空持股16%、新加坡貨航持股16%。東航物流於2021年6月9日正式在上海證券交易所掛牌上市，其中國有法人持股占45%，境內非國有法人持股占55%。根據東航物流2021年半年報顯示，中國貨運航空有限公司註冊資本30億元人民幣，2021年度上半季營收77億元人民幣，淨利潤13億人民幣。
2011年5月31日下午，新中国货运航空公司（简称“新中货航”）在上海挂牌成立，新公司在原中国货运航空、上海国际货运航空和长城航空的基础上联合重组，成为中国内地最大的货运航空公司。
2012年6月，中國貨運航空正式與天合聯盟簽署加盟協議書，並於2013年6月5日正式加入天合聯盟貨運。

## 机队

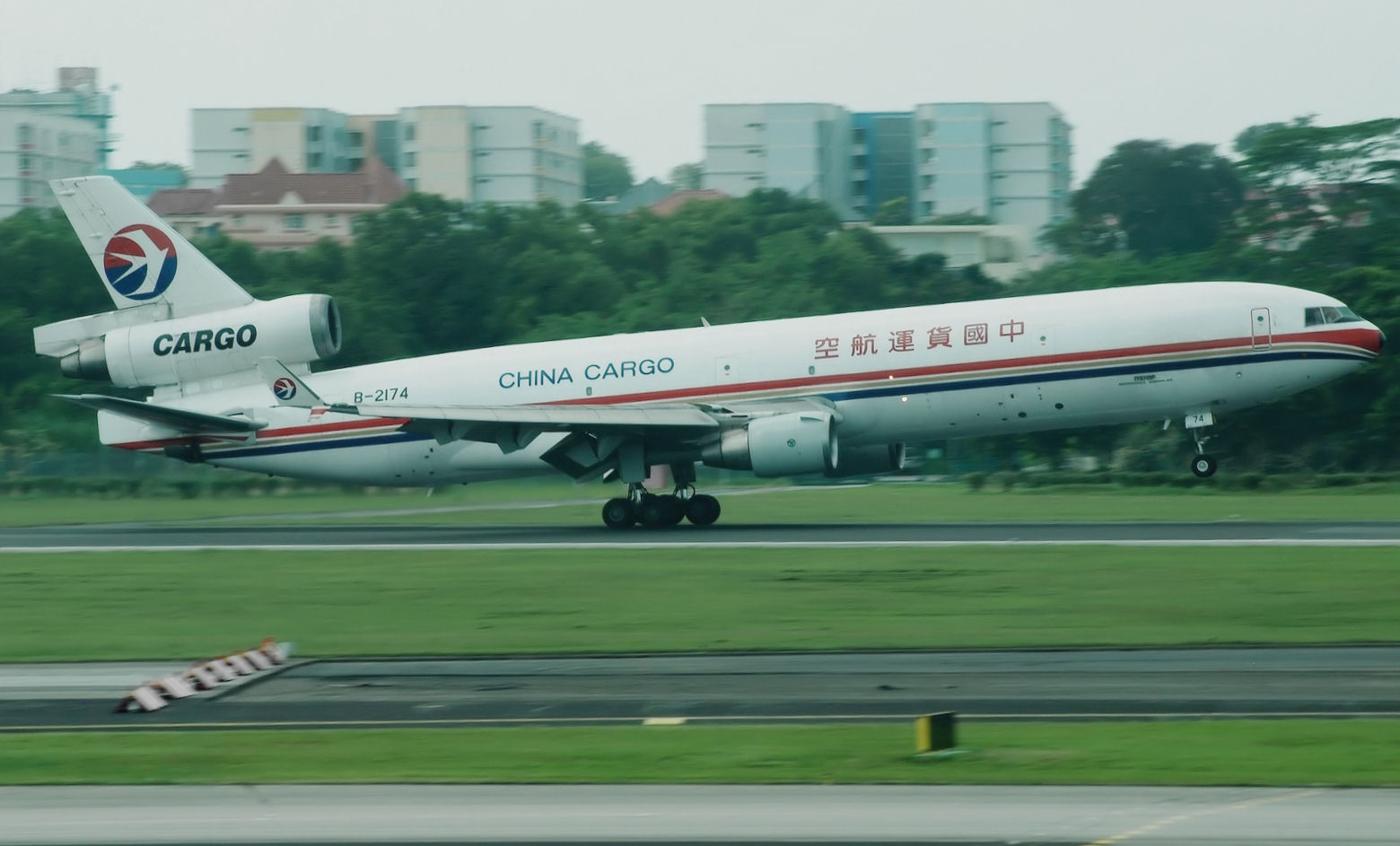
中國貨運航空的麥道MD-11F（已退役）

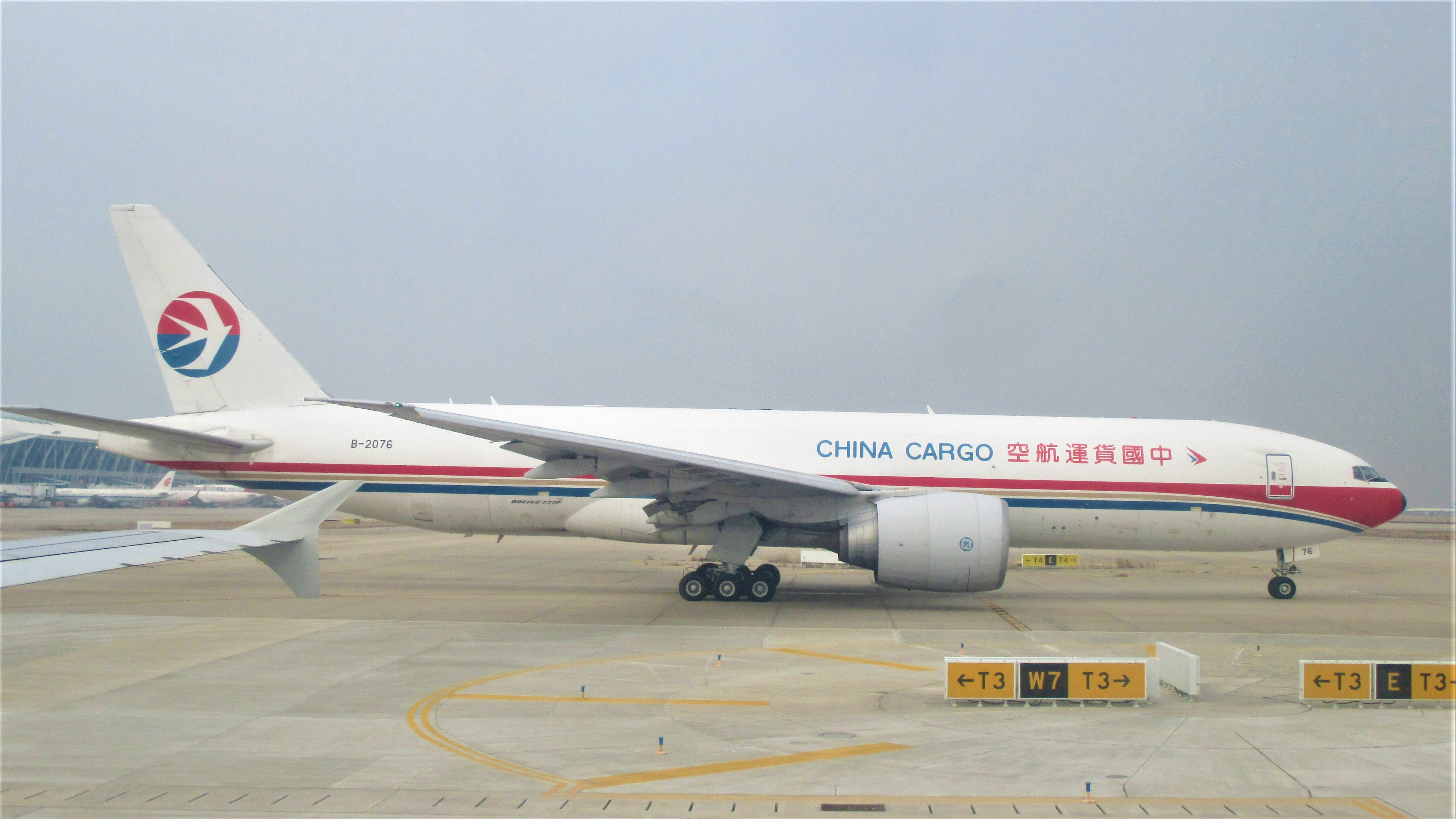
中国货运航空的波音777-200F

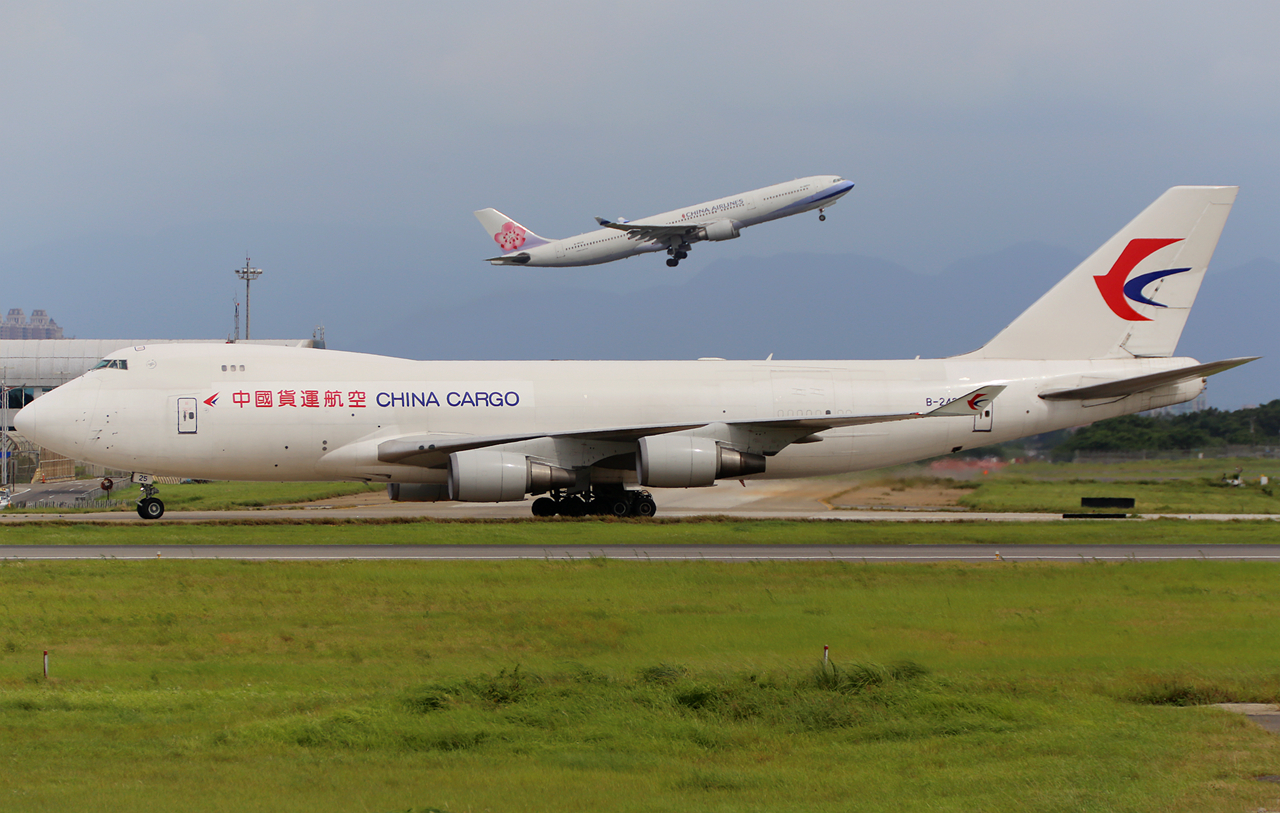
中国货运航空的波音747-400ERF。中货航自2020年起开始统一改用东航2014年版本的涂装。

中國貨運航空的机队包括下列机型（截止2022年12月）
- 2架  波音747-400ERF
- 13架  波音777-200LRF